# قاضی عسکر

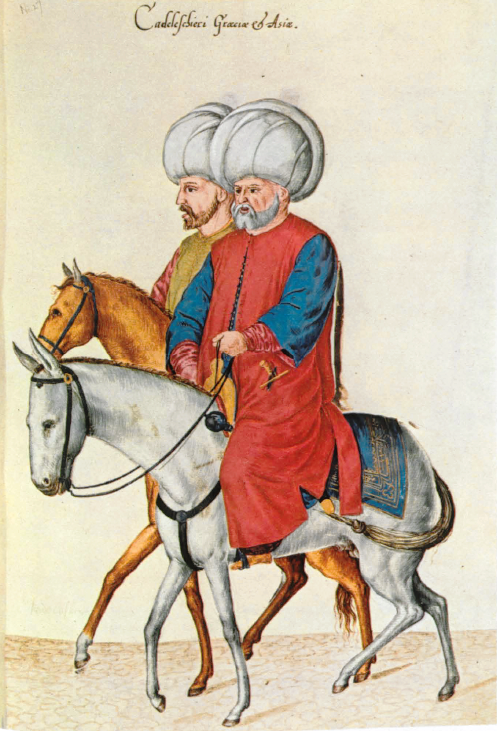
The two kazaskers in a 17th-century illustration

قاضی عسکر (ترکی عثمانی: قاضی عسکر از منصب‌های حکومتی عثمانی بود.
گرچه از عنوان آن رنگ و بوی نظامی به مشام می‌رسد، ولی وی قاضی القضات حکومت عثمانی بود. با گسترش قلمرو عثمانی و تقسیمات بیگلربیگیها به آناطولی و روم ایلی هر یک قاضی عسکر مخصوص به خود را داشتند.